# Callicarpa platyphylla
Callicarpa platyphylla là một loài thực vật có hoa trong họ Hoa môi. Loài này được Merr. mô tả khoa học đầu tiên năm 1918.